# Nondalton
Nondalton – miasto w Stanach Zjednoczonych, w stanie Alaska, w okręgu Lake and Peninsula. W miejscowości ma siedzibę prawosławna parafia św. Mikołaja.